# Gérard Laurent
Gérard Laurent, né le 4 juin 1953 à Saint-Sauveur-Lendelin, est un joueur, entraîneur et dirigeant français de football.

## Biographie
Normand d'origine, il joue à Nancy, Périers et au Red Star où il évolue de 1978 à 1983. Il devient ensuite entraîneur adjoint du Red Star, puis entraîneur de cette équipe où il succède à Roger Lemerre.
Il est entraîneur à Granville en 1988. Il rejoint ensuite le Stade lavallois où il est responsable et directeur administratif de 1991 à 1997. Il est directeur général du Paris FC en 1998.
Gérard Laurent est titulaire du diplôme d'entraîneur de football (DEF).
De 2018 à 2021 il est représentant de l'UNECATEF auprès de la DNCG et de la LFP.